# 阮文暄
阮文暄（越南语：／，1908年11月16日—1975年10月19日），又譯阮文喧、阮文萱，越南歷史學家、民族學家、教育家。自1946年至1975年去世，擔任越南民主共和國國家教育部部長長達29年。

## 生平

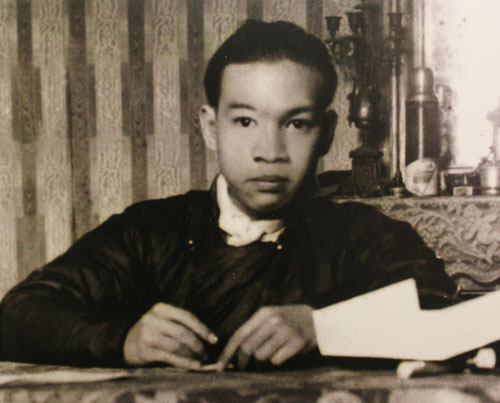
青年阮文暄

阮文暄祖籍河東省懷德府金鐘社（今屬河內市懷德縣），1908年11月16日在河內出生。他的父親是殖民政府里的一個職員，在他8歲時去世，母親是家庭婦女，他的姐姐阮氏卯是越南第一名新式學校女教師，後嫁與潘繼遂。
1926年，阮文暄和弟弟阮文響在姐姐的支持下留學法國索邦大学。1929年，獲得文科學士學位；1931年，獲得法律學學士學位。隨後又攻讀博士學位，專攻東方語言學。1934年，他憑藉兩篇論文獲得索邦大學文學博士學位，成為第一名在法國獲得博士學位的越南人。
1935年回國後，阮文暄拒絕做官，而是在保護中學執教歷史和地理。1938年，阮文暄加入國語字傳播會，正式入職遠東博古學院并擔任常任委員，成為遠東學院唯一一位擁有正式職位的越南人，他同時在河內法律大學開設越南文明史的課程。1941年，阮文暄成為印度支那科學研究會委員。
1945年八月革命時，阮文暄與魏如崑嵩、阮蕆和胡有祥等河內知識分子聯合發表署名電報，呼吁保大帝退位，將政權交給人民支持的革命政府。
1946年11月3日，越南民主共和國抗戰聯合政府任命阮文暄為國家教育部部長，他以越南社會黨黨員的身份擔任教育部長一職長達29年，直到去世。同時也是越南國會第二、三、四、五屆代表，越南歷史科學會副主席。
1975年10月19日，阮文暄在河內去世。

## 作品
阮文暄著有《越南文明》一書，廣受讚譽。2000年，他的作品集結成《阮文暄全集》，由教育出版社出版。

## 家庭
1936年，阮文暄和總督韋文琔的女兒韋金玉結婚，兩人育有3女1子。
- 長女阮金女幸（Nguyễn Kim Nữ Hạnh），鐵路總局通信工程師
- 次女阮金碧河（Nguyễn Kim Bích Hà），化學博士，副教授，河內阮文暄民立學校校長
- 三女阮金女孝（Nguyễn Kim Nữ Hiếu），醫學博士，副教授，大校軍銜
- 子阮文暉，越南民族學學者